# Luigi di Canossa
Luigi di Canossa (Verona, 20 aprile 1809 – Verona, 12 marzo 1900) è stato un cardinale e vescovo cattolico italiano.
Di nobile famiglia, era figlio di Bonifacio, marchese di Canossa (fratello di Santa Maddalena di Canossa), e di Francesca de' Castiglioni.

## Biografia

I funerali a Verona del cardinale Luigi di Canossa

Entrò nella Compagnia di Gesù nel 1837 e fu ordinato sacerdote nel 1841. Insegnò in alcune scuole della Compagnia e predicò esercizi spirituali in diverse città. Nel 1847 dovette lasciare la Compagnia prima di pronunciare i voti definitivi, per motivi di salute.
Fu nominato vescovo di Verona il 30 settembre 1861 e consacrato da Benedetto Riccabona de Reinchenfels il 23 gennaio 1862.
Partecipò al concilio Vaticano I.
Papa Pio IX lo elevò al rango di cardinale del titolo di San Marcello nel concistoro del 12 marzo 1877.
Partecipò al conclave del 1878 che elesse papa Leone XIII. Nel 1891 un colpo apoplettico ne ridusse notevolmente le forze.
Morì all'età di 90 anni e la sua salma è sepolta in un monumento funebre erettogli nella Cattedrale di Verona.

## Genealogia episcopale
La genealogia episcopale è:
- Cardinale Scipione Rebiba
- Cardinale Giulio Antonio Santori
- Cardinale Girolamo Bernerio, O.P.
- Arcivescovo Galeazzo Sanvitale
- Cardinale Ludovico Ludovisi
- Cardinale Luigi Caetani
- Cardinale Ulderico Carpegna
- Cardinale Paluzzo Paluzzi Altieri degli Albertoni
- Papa Benedetto XIII
- Papa Benedetto XIV
- Papa Clemente XIII
- Cardinale Marcantonio Colonna
- Cardinale Giacinto Sigismondo Gerdil, B.
- Cardinale Giulio Maria della Somaglia
- Cardinale Luigi Lambruschini, B.
- Cardinale Giovanni Brunelli
- Vescovo Benedetto Riccabona de Reinchenfels
- Cardinale Luigi di Canossa